# Hirtodrosophila hexaspina
Hirtodrosophila hexaspina är en tvåvingeart som beskrevs av Fartyal och Singh 2002. Hirtodrosophila hexaspina ingår i släktet Hirtodrosophila och familjen daggflugor. Inga underarter finns listade i Catalogue of Life.